# ميلتون ر. هنتر
ميلتون ر. هنتر (بالإنجليزية: Milton R. Hunter)‏ هو كاتب أمريكي، ولد في 25 أكتوبر 1902، وتوفي في 27 يونيو 1975 في سولت ليك في الولايات المتحدة.